# SSC Fürth
Der SSC Fürth (offiziell: Snooker-Sport-Club Fürth e.V.) ist ein Snookerverein aus Fürth. Der 1999 gegründete Verein ist Ausrichter des seit 2004 jährlich stattfindenden Paul Hunter Classics.

## Geschichte
Der SSC Fürth wurde 1999 gegründet und ein Jahr später Mitglied der Deutschen Billard-Union. 2003 stieg er als Meister der 2. Bundesliga erstmals in die 1. Bundesliga auf. Nach nur einer Saison, die punktlos als Achtplatzierter beendet wurde, stieg der Verein jedoch wieder ab. 2012 gelang dem SSC Fürth, nach einem zwischenzeitlichen Abstieg in die Bayernliga, als Meister der 2. Bundesliga die Rückkehr in die erste Liga, aus der der Verein in der Saison 2013/14 als Achtplatzierter mit nur einem Punkt abstieg. Die erste Mannschaft wurde anschließend aus der Bundesliga abgemeldet und übernahm den Startplatz der zweiten Mannschaft in der Bayernliga. Dort belegten die Fürther in der Saison 2015/16 den vierten Platz. Anschließend konnten sie sich in der Aufstiegsrunde durchsetzen und schafften damit die Rückkehr in die zweite Liga.
2004 richtete der SSC Fürth erstmals den Grand Prix Fürth aus, der damals ein Einladungsturnier war. 2007 wurde das Turnier in Paul Hunter Classic umbenannt und 2010 zu einem Minor-Ranglistenturnier im Rahmen der Players Tour Championship aufgewertet. Nachdem die PTC 2016 eingestellt wurde, ist das Pro-Am-Turnier nun als Ranglistenturnier direkt Bestandteil der Main Tour.

### Platzierungen seit 2000
| Saison  | Liga (Spielklasse)    | Platz |
| ------- | --------------------- | ----- |
| 2000/01 | 2. Bundesliga Süd (2) | 5     |
| 2001/02 | 2. Bundesliga Süd (2) | 3     |
| 2002/03 | 2. Bundesliga Süd (2) | 1     |
| 2003/04 | 1. Bundesliga (1)     | 8     |
| 2004/05 | 2. Bundesliga Süd (2) | 7     |
| 2005/06 | Bayernliga (3)        | 1     |
| 2006/07 | Bayernliga (3)        | 1     |
| 2007/08 | Bayernliga (3)        | 3     |
| 2008/09 | Bayernliga (3)        | 4     |
| 2009/10 | Oberliga Bayern (3)   | 1     |
| 2010/11 | 2. Bundesliga Süd (2) | 4     |
| 2011/12 | 2. Bundesliga Süd (2) | 1     |
| 2012/13 | 1. Bundesliga (1)     | 4     |
| 2013/14 | 1. Bundesliga (1)     | 8     |
| 2014/15 | Bayernliga (3)        | 5     |
| 2015/16 | Bayernliga (3)        | 4     |
| 2016/17 | 2. Bundesliga Süd (2) |       |

## Aktuelle und ehemalige Spieler
(Auswahl)
| - Kilian Baur-Pantoulier - Michael Betzinger - Thomas Cesal - Patrick Einsle - Julian Gärtner | - Gerald Götz - Stefan Joachim - Luca Kaufmann - Ali Kirim - Matthias Leuthold | - Fabian Meulner - Soner Sari - Robert Sax - Nico Steiner - Thomas Wacker |